# Cormac Murphy-O’Connor

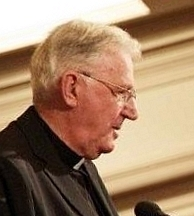
Kardinal Murphy-O’Connor (2006)

Kardinalswappen

Cormac Kardinal Murphy-O’Connor (* 24. August 1932 in Reading, Berkshire, Großbritannien; † 1. September 2017 in London) war Erzbischof von Westminster und römisch-katholischer Primas von England und Wales.

## Leben
Murphy-O’Connor wurde 1932 im englischen Reading als eines von fünf Kindern geboren. Auch zwei seiner Brüder wurden Priester. Er wurde im Prior Park College in Bath ausgebildet und bereitete sich ab 1950 am Venerable English College in Rom auf das Priesteramt vor. Dort erhielt er einen Abschluss in Philosophie und Katholischer Theologie an der Päpstlichen Universität Gregoriana. Am 28. Oktober 1956 empfing er in Rom durch Kardinal Valerio Valeri das Sakrament der Priesterweihe. Zunächst arbeitete er in Gemeinden in Portsmouth und Fareham.
1966 wurde Murphy-O’Connor Sekretär und Kaplan des Bischofs von Portsmouth, Derek Worlock, des späteren Erzbischofs von Liverpool. Im September 1970 wurde er zum Gemeindepriester in Portswood (Southampton) ernannt. Kurz darauf, Ende des Jahres 1971, wurde er als Rektor an das Venerable English College in Rom berufen, verantwortlich für die Ausbildung der Priesteramtskandidaten.
Am 21. Dezember 1977 wurde Murphy-O’Connor durch den Erzbischof von Southwark, Michael George Bowen, zum Bischof der Diözese Arundel und Brighton geweiht. Er hatte wichtige Positionen im Netzwerk der europäischen Bischöfe inne und beeinflusste die Ökumene. Von 1982 bis 2000 war er Co-Vorsitzender der Internationalen Anglikanisch-Katholischen Kommission (ARCIC). 2000 wurde er vom Erzbischof von Canterbury, George Leonard Carey mit der Ehrendoktorwürde der Theologie ausgezeichnet als Anerkennung seiner Arbeit für die Einheit der Christen.
Murphy-O’Connor wurde am 22. März 2000 zum Erzbischof von Westminster berufen und im November 2000 zum Präsidenten der katholischen Bischofskonferenz von England und Wales gewählt. Papst Johannes Paul II. nahm ihn im Februar 2001 als Kardinalpriester mit der Titelkirche Santa Maria sopra Minerva in das Kardinalskollegium auf.
Im August 2001 wurde der Kardinal Ehrenbürger der Stadt London. 2002 war er der erste Angehörige der römisch-katholischen Kirche seit 1680, der vor einer Königin von England predigen durfte.
Murphy-O’Connor beklagte die Abnahme von Frömmigkeitsformen wie Fasten, Abstinenz, Kreuzweg, Rosenkranzgebet und die Anbetung des Allerheiligsten Sakramentes, weil sie gute Mittel seien, den Glauben zu vertiefen. Auch das Sakrament der Beichte werde wenig genutzt. O’Connor ermutigte die Gläubigen, alle Mittel zu nutzen, die in der katholischen Tradition verwurzelt sind; sie seien Nahrung für den Glauben und er ermutigte dazu.
Am 3. April 2009 nahm Papst Benedikt XVI. seinen Rücktritt als Erzbischof von Westminster an und ernannte den bisherigen Erzbischof von Birmingham, Vincent Nichols zu seinem Nachfolger. Im selben Jahr war Kardinal Murphy-O’Connor auch für eine Life Peerage im Gespräch, mit der er ein Mitglied des House of Lords geworden wäre. Der britische Premierminister Gordon Brown hatte zur damaligen Zeit die Absicht, Vertreter aller relevanter Glaubensrichtungen neben der anglikanischen Kirche von England, die mit den Geistlichen Lords traditionell im Oberhaus vertreten ist, ins House of Lords zu berufen. So war bereits der britische Großrabbiner Jonathan Sacks zum Life Peer ernannt worden und die Ernennung von Muhammad Abdul Bari, dem Generalsekretär des britischen Rates der Muslime, war im Gespräch, fand dann aber nicht statt. Murphy-O’Connor lehnte die Erhebung zum Life Peer schließlich ab, auch weil dafür ein Dispens des Papstes nötig geworden wäre, da Priestern das Halten von politischen Ämtern normalerweise verboten ist. Er betonte, dass er seine Zukunft in der Kongregation für die Bischöfe sehe, in die er zu dieser Zeit berufen wurde, und dass er der Kirche dort besser dienen könne. Kommentatoren gingen jedoch eher davon aus, dass Murphy-O’Connor die Mitgliedschaft im House of Lords sehr wohl gewollt hätte, aber der Papst hier sein Veto eingelegt hat. Die Berufung in die Kongregation für die Bischöfe sei in diesem Zusammenhang eher als Entschädigung für die entgangene Mitgliedschaft im House of Lords zu sehen.

## Mitgliedschaften
Cormac Murphy-O’Connor war Mitglied folgender Institutionen der römischen Kurie:
- Kongregation für den Gottesdienst und die Sakramentenordnung (seit 2001)[5]
- Kongregation für die Bischöfe (seit 2009)[6]
- Kongregation für die Evangelisierung der Völker (seit 2009)[6]
- Päpstlicher Rat für die Familie
- Päpstlicher Rat für die Kultur
- Päpstlicher Rat zur Förderung der Einheit der Christen
- Güterverwaltung des Apostolischen Stuhls (seit 2001)[7]

- Beirat des Dignitatis Humanae Institute;[8]